# معركة كولد هاربور
وقعت معركة كولد هاربور ضمن الحرب الأهلية الأمريكية قريبًا من ميكانيكسفيل، في ولاية فيرجينيا، ما بين 31 مايو و12 يونيو من العام 1864، ودارت أشرس المعارك في يوم 3 يونيو. تُعدّ كولد هاربور واحدة من المعارك الأخيرة التي شنّها الفريق يوليسيس جرانت من جيش الاتحاد ضمن حملة أوفرلاند. وتُستذكر المعركة بوصفها واحدةً مِن أكثر المعارك دموية ولا تكافُؤًا في التاريخ الأمريكي. قُتل أو جرح الآلاف من جنود الاتحاد في هجومٍ محتومٌ بالهزيمة ضد المواقع المحصنة لجيش الولايات الكونفدرالية بقيادة الجنرال روبرت إدوارد لي.
في 31 مايو، عندما حاول جيش جرانت الاستدارة مرة أخرى لتجاوز الجناح الأيمن لجيش لي، استولى سلاح الفرسان التابع للاتحاد على تقاطُع طرق أولد كولد هاربور، الواقع على بعد 10 أميال تقريبًا شمال شرقي العاصمة الكونفدرالية ريتشموند، فيرجينيا، وحافظ على مواقعه فيها ضدّ هجمات جيش الكونفدرالية حتى وصول مشاة جيش الاتحاد. كما وصلت التعزيزات لكلّ مِن الجنرالين جرانت ولي، اللذين مُنيت جيوشهما بخسائر فادحة خلال حملة أوفرلاند. في مساء يوم 1 يونيو، وصل فيلق الجيش السادس والفيلق الثامن عشر التابعَين لجيش الاتحاد وهاجما مواقع الكونفدرالية الدفاعية على الغرب من مفترق الطرق، وأحرزا بعض النجاح.
في 2 يونيو، وصلت التعزيزات المتبقية لكلا الجيشين، وبنى جيش الكونفدرالية سلسلة معقدة من التحصينات على طول 7 أميال. في فجر يوم 3 يونيو، هاجمت ثلاثة فيلق من جيش الاتحاد مواقع الكونفدرالية الدفاعية في الطرف الجنوبي من الجبهة، وصُدّ هجومها بسهولة وتكبّدت خسائر فادحة. كما باءت بالفشل محاولات الهجوم على الطرف الشمالي من التحصينات والهجمات على الجنوب.
علّق جرانت على المعركة في المذكرات الشخصية، «لطالما ندمت بسبب عدم تحقّق الهجوم الأخير على كولد هاربور... لم نحقق أي مكتسبات لاحقةٍ للتعويض عن الخسارة الفادحة التي تكبدناها». تحاربت الجيوش على هذه الجبهات حتى ليلة 12 يونيو، عندما زحف جرانت مرة أخرى من ميسرة جيشه، وسار ناحية نهر جيمس. في المرحلة الأخيرة، تحصّن لي مع جيشه داخل مدينة بطرسبورغ المحاصرة، ثم انسحب في نهاية الأمر غربًا عبر فيرجينيا.

## خلفية

### الوضع العسكري
كانت حملة أوفرلاند بقيادة جرانت حديث العهد بقيادة القوات العامة واحدة من سلسلة هجمات متزامنة أطلقها جرانت ضد جيش الكونفدرالية. مع أواخر مايو 1864، استمرت اثنتان فقط من تلك الهجمات في إحراز تقدم: حملة أتلانتا التي قادها اللواء ويليام شيرمان، وحملة أوفرلاند التي قادها جرانت بنفسه وأشرف على جيش بوتوماك، وقائده اللواء جورج ميد. لم يكن هدف حملة جرانت هو السيطرة العاصمة الكونفدرالية ريتشموند، إنمّا القضاء على جيش لي. وهي الاستراتيجية التي طالما حضّ الرئيس أبراهام لنكولن جنرالاته على تبنّيها، لإدراكه أن المدينة ساقطةٌ لا محالة في حال خسرت الجيش الرئيسي المدافع عنها. أصدر جرانت أوامره للواء ميد، «حيثما يذهب لي بجيشه، عليك ملاحقته». بالرغم من أنه كان يأمل في خوض معركة سريعة وحاسمة، كان جرانت مستعدًا لخوض حرب استنزاف. صحيح أن مؤدّى ذلك إلحاق خسائر فادحة بكل من الاتحاد والكونفدرالية، بيد أن الاتحاد كان لديه موارد أكبر لتعويض الخسائر في الجنود والعتاد.
في 5 مايو، بعد أن عبر جيش جرانت نهر رابيدان ودخل براري سبوتسيلفانيا، تعرّض لهجوم شنّه الجيش التابع للجنرال لي في شمال فيرجينيا. ورغم من تفوّق جيش جرانت عدديًا على جيش لي، 100,000 أمام 60,000، فقد قاتل رجال لي بشراسة، وأمّدتهم الأشجار المتكاثفة بميزة الاستفادة من التضاريس. بعد يومين من القتال وسقوط 29,000 قتيل تقريبًا، كانت النتائج غير حاسمة ولم يتمكن أي من الجيشين من تحقيق النصر. أوقف لي زحف جرانت، لكنه لم يتمكن من صدّه؛ ولم يتمكن جرانت من القضاء على جيش لي. وفي ظروف مماثلة، قرر بعض قادة الاتحاد الانسحاب ما وراء نهر راباهانوك، لكن جرانت أمر ميد بدلًا من ذلك بالتحرك متجاوزًا ميمنة جيش لي والاستيلاء على تقاطعات الطرق المهمة في سبوتسيلفانيا كورت هاوس إلى الجنوب الشرقي، آمِلًا عبر وضع جيشه بين جيش لي وريتشموند من استدراج جيش الكونفدرالية إلى معركة أخرى في ساحة حربٍ أكثر ملاءَمة.
سبقت قِطعٌ من جيش لي جيشَ الاتحاد إلى تقاطُع طرقٍ مهمّ في سبوتسيلفانيا كورت هاوس وبدأت في تعزيز مواقعها، وهو تكتيك أصبح ضروريًا أكثر للمدافعين الذين فاقَهم جيش جرانت عددًا. لم يكن ميد راضيًا عن أداء سلاح الفرسان بقيادة اللواء فيليب شيريدان، فأعفاهم من مهام الاستطلاع والمراقبة ليتيح للجيش الرئيسي ملاحقة وهزيمة سلاح فرسان جيش الكونفدرالية بقيادة اللواء جيمس إيويل براون ستيوارت. أصاب جنود شيريدان ستيوارت بجروح قاتلة في معركة يلو تافرن، التي لم تكن حاسمةً من الناحية التكتيكية (في 11 مايو)، ثم تابعوا هجومهم نحو ريتشموند، تاركين جرانت وميد بدون «عيون وآذان» سلاح الفرسان.
بالقرب من سبوتسيلفانيا كورت هاوس، دار القتال بشكل متقطع بين 8 مايو و21 مايو، وجرّب جرانت تكتيكاتٍ مختلفة لاختراق خط الكونفدرالية. في 8 مايو، حاول اللواءان في جيش الاتحاد غوفرنير ك. وارين وجون سيدغويك طردَ جيش الكونفدرالية بقيادة اللواء ريتشارد هيرون أندرسون من لوريل هيل إنما بلا جدوى؛ وكان ذلك هو الموقع الذي يقف بينهم وبين دخول سبوتسيلفانيا كورت هاوس. في 10 مايو، أمر جرانت بشن الهجمات عبر خط دفاعات الترابية لجيش الكونفدرالية، والتي امتدت على طول 4 أميال (6.5 كيلو متر)، بما في ذلك نتوءات وممرات وجيوب بارزة عُرفت باسم ميول شو. ورغم أن قوات الاتحاد فشلت مرة أخرى في لوريل هيل، فإن محاولة هجوم مبتكرة شنّها العقيد إموري أبتون ضد مواقع ميول شو أظهرت بوادر نجاح.
استخدم جرانت أسلوب هجوم أبتون على نطاق أوسع في 12 مايو عندما أمر 15,000 رجل من فيلق اللواء وينفيلد سكوت هانكوك بمهاجمة مواقع ميول شو. حقق هانكوك بعض النجاح في البداية، لكن القيادة الكونفدرالية حشدت الجنود وصدّت توغله. شملت الهجمات التي شنها اللواء هوراشيو رايت على الجزء الغربي لمواقع ميول شو، والتي أصبحت تُعرف باسم «الزاوية الدموية»، شملت 24 ساعة تقريبًا من القتال اليائس وجهًا لوجه، وكانت تلك من أعنف المعارك في الحرب الأهلية. لم تنجح هجمات وارن والجنرال أمبروز برنسايد المساندة. في النهاية، ثبت أن المعركة غير حاسمة من الناحية التكتيكية؛ لكن مع سقوط 32,000 قتيل تقريبًا من كلا الجانبين، كانت المعركة الأكثر كلفةً في الحملة. خطط جرانت لتجاوز مأزقه من خلال تجاوزه مرةً أخرى ميمنة جيش لي باتجاه الجنوب الشرقي، نحو ريتشموند.
كان هدف جرانت بعد سبوتسيلفانيا هو نهر شمال آنا، على بعد حوالي 25 ميلًا (40 كيلو مترًا) جنوبًا. أرسل فيلق هانكوك قبل جيشه، على أمل أن يهاجمه لي، ويستدرجه للقتال في العراء. لم ينخدع لي بذلك، وسبق جرانت إلى نهر شمال آنا. في 23 مايو، عبر الفيلق الخامس بقيادة وارن النهر في جيريكو ميلز، وصدّ هجومًا شنه فيلق بقيادة أمبروز باول هيل، في حين استولى الفيلق الثاني بقيادة هانكوك على الجسر على تلغراف رود.